# Genocid u Ruandi
Genocid u Ruandi naziv je za masovna ubojstva stotine tisuća pripadnika manjinskog naroda Tutsi, kao i pripadnika naroda Hutu koji su se suprotstavljali tim pokoljima, u srednjoafričkoj državi Ruandi. Zločin su počinile dvije ekstremističke organizacije naroda Hutu: Interahamwe i Impuzamugambi, a odvijao se između 6. travnja i sredine srpnja 1994. godine. Po procjeni iz veljače 2008. godine broj žrtava iznosi preko 1 074 000. Drugi izvori navode između 500 000 i 1 000 000 mrtvih.
Ruanda je od druge polovine 19. stoljeća bila europskim kolonijalnim posjedom. Nakon Berlinske konferencije 1885. godine pripala je Njemačkoj Istočnoj Africi, a nakon Prvoga svjetskog rata Njemačka je to područje prepustila Belgiji koja je najprije 1923. dobila mandat Lige naroda, a nakon Drugoga svjetskog rata i skrbništvo Ujedinjenih naroda (UN-a). Postojeća feudalna elita koju su činili Tutsiji u svojim je rukama držala političku i gospodarsku moć ruandskog društva pa je poslužila kao oslonac kolonijalnoj upravi u vladavini nad većinskim stanovništvom. Belgijska je uprava mogućnost obrazovanja i angažmana u kolonijalnoj upravi pružila isključivo Tutsijima, dok je u društvenoj podjeli Hutuima bila namijenjena uloga fizičke radne snage. Zbog te su podjele Hutui bili nezadovoljni što je dovelo do sukoba nakon kraja kolonijalne vlasti.
Nacionalistička stranka naroda Hutu Parmehutu 1959. izazvala je društveni prevrat koji je bio temelj stvaranju republike kojom će dominirati Hutui. To je bio uzrok prve faze Ruandanskoga građanskog rata u kojemu je ubijeno 20 000 Tutsija, a 200 000 je napustilo zemlju. Tada je od tih izbjeglica formirana Ruandska domoljubna fronta (RPF). Ruanda je 1961. dobila neovisnost od Belgije. Tutska izbjeglička dijaspora do kraja osamdesetih bila je  i vojno i politički dobro organizirana. Najveći broj izbjeglica u Ugandi bio je povezan s pobjedničkim pobunjenicima Nacionalnoga pokreta otpora tijekom Ugandskoga građanskog rata tijekom osamdesetih. Stvorili su Ruandsku domoljubnu frontu 1985. kao političku organizaciju. Dana 1. listopada 1990. Tutsi otpočinju invaziju na Ruandu kako bi se vratili u zemlju. Časopis Kangura, koji je bio aktivan od 1990. do 1993., bio je instrumentom pokretanja etničke mržnje i nasilja Hutua nad Tutsima. Pobunjenici i vlada Ruande 4. kolovoza 1993. potpisali su sporazum u Arushi za okončanje građanskoga rata. Sporazumom je smanjena moć upravljanja predsjednika Ruande Juvénala Habyarimane koji je bio imao potpunu vlast.
Vladine vođe u tajnosti stvaraju i naoružavaju paravojne jedinice Interahamwe (»Onaj koji se bori zajedno« na kinjarvandskom jeziku) i Impuzamugambi (»Onaj koji ima jedinstven cilj«). Prema neslužbenim informacijama oko 1700 Interhamweovih vojnika vježbalo je u vladinim vojnim kampovima i oni su bili određeni za registriranje svih Tutsija u Kigaliju.
Zrakoplov u kojem su se nalazili ruandski hutuski predsjednik Juvénal Habyarimana i hutuski predsjednik Burundija oboren je pri slijetanju 6. travnja 1994. u Kigaliju. Obojica predsjednika pritom su poginula. Odgovornost za napad odbacivali su i Hutui i RPF. Ekstremisti naroda Hutu optužili su Tutse i iskoristili napad za početak genocida.
Genocid je snažno i trajno utjecao na Ruandu i susjedne zemlje. Sveprisutno silovanje kao oružje izazvalo je širenje zaraze HIV-om uključujući i bebe koje su rodile silovane, novozaražene majke; u mnogim domaćinstvima ostala su djeca bez roditelja ili udovice. Uništenje infrastrukture i teška depopulacija zemlje osakatila je gospodarstvo, što novoj vladi predstavlja prepreku za postizanje gospodarskog rasta i stabilizaciju. Vojna pobjeda RPF-a te postavljanje njihove Vlade nagnala je mnoštvo Hutua na bijeg u susjedne zemlje, posebice u istočni dio Zaira (sada Demokratska Republika Kongo) gdje su se Hutui koji su činili genocid počeli pregrupirati u izbjegličkim kampovima uz granicu s Ruandom. Pod izlikom sprečavanja daljnjega genocida RPF-ova, Vlada je vojno upala u Zair u prvome (1996. – 1997.) i drugome (1998. – 2003.) ratu u Kongu. Oružane borbe između vlade Ruande i njihovih protivnika u DR Kongu nastavile su se voditi s pomoću satelitskih paravojnih organizacija u području Goma uključujući pobune M23 (2003. – 2013.). Velika ruandska populacija Hutua i Tutsija i dalje žive kao izbjeglice u širem području.
Na Ujedinjene narode pale su brojne kritike zbog lošeg odgovora na ovaj zločin. Činjenica je da je 21. travnja 1994., u doba najvećih klanja u Ruandi, donesena odluka o smanjenju broja mirovnih trupa na svega 270. Stručnjaci tvrde kako se zločin mogao spriječiti intervencijom svega 5000 mirovnih trupa međunarodne zajednice. Mnoge države, među kojima su Francuska, Belgija i SAD, odbile su spriječiti pokolj. Kanada, Nizozemska i Gana nastavile su voditi mirovne misije UN-a UNAMIR u Ruandi. Vijeće sigurnosti UN-a odbilo je poslati pomoć i pojačanja u Ruandu.

## Pozadina

### Pretkolonijalna kraljevstva i podrijetlo naroda Hutu i Tutsi
Najraniji stanovnici onog što je sada Ruanda bili su Twa, skupina starosjedilaca, patuljastih lovaca-sakupljača koji su se naselili u području između 8000. prije Krista i 3000. godine prije Krista i ostali u Ruandi do danas.:str. 44.:str. 61. Između 700. godine prije Krista i 1500. poslije Krista, određeni broj skupina Bantu premješta se u Ruandu, i počinje krčiti šumsko zemljište za dobivanje drva za stanovanje i poljoprivredno zemljište.:str. 61.:str. 58. Plemena Tutsi doselila su se na današnji teritorij oko Velikih jezera Afrike prije 400 godina sa šireg teritorija Nila. Političke granice povučene nekoliko stoljeća kasnije podijelile su tradicionalna etnička područja Tutsija i Hutua na pet država: Ruandu i Burundi te istočnu kongoansku pokrajinu Kivu, dok rubna područja pripadaju Ugandi i Tanzaniji. Kao pastirski narod s razvijenom vojničkom aristokracijom, Tutsiji su pokorili Hutue i narod Twa te uspostavili feudalnu monarhiju. Ovu teoriju je dio povjesničara danas napustio te smatraju kako je suvremena etnička podjela Ruande proizišla iz društvenoga raslojavanja u pretkolonijalno doba. Kolonizacija u 19. st. dodatno je zbližila skupne identitete zapadnim konceptom nacije i rase. Tako su prvi misionari koji su pohodili središnju Afriku na prijelazu u 20. st. Tutsije smatrali tzv. hamitskim narodom zbog visokog rasta i svjetlije pigmentacije kože, zbog čega su bili »predodređeni« za vladajuću ruandsku rasu. Hutue su zbog srednjeg rasta i jače građe držali bantuidima, dok su pripadnike naroda Twa smatrali dijelom pigmejske skupine zbog niska rasta i izrazito tamne boje kože. Uoči genocida početkom devedesetih u Ruandi je živjelo oko 7 000 000 ljudi, od čega je bilo 85 % Hutua, 14 % Tutsija te 1 % pripadnika naroda Twa.
Povjesničari imaju nekoliko teorija o prirodi migracija Bantua: Jedna teorija je da su prvi doseljenici bili Hutu, a Tutsiji migrirali kasnije i formirali jasnu rasnu grupu, možda kušitskog podrijetla:str. 16.. Alternativna teorija je da je migracija bila spora i odmjerena iz susjednih krajeva, s dolaznim grupama koje nose visoku genetsku sličnost s onima utvrđenim te se integriraju u, a ne osvajaju postojeće društvo.:str. 58., 61. Prema ovoj teoriji, razlika između Hutua i Tutsija je nastala kasnije i nije bila na rasnoj, već prvenstveno na klasnoj osnovi gdje su Tutsi bili stočari, a Hutu su obrađivali zemlju.:str. 69. Vrijedno je spomenuti da se riječ Tutsi izvorno koristila za opisivanje statusa »osobe bogate stokom, a kasnije je napredovala postavši 'termin za elitnu skupinu u cjelini'«. Hutu, Tutsi i Twa u Ruandi dijele zajednički jezik zajednički poznat kao Banyarwanda.:str. 52.
Stanovništvo je sraslo, najprije u klanove (ubwoko),:str. 88. – 89. a zatim, oko 1700., na oko osam kraljevstva.:str. 482. Jednim od kraljevstava, kraljevstvo Ruande, vladao je klan Nyiginya iz naroda Tutsi, koji postaje sve više dominantan od sredine osamnaestog stoljeća:str. 160. i proširuje se kroz proces osvajanja i asimilacije,:str. 38. postižući svoj najveći opseg pod vlašću kralja Kigelija Rwabugirija. Rwabugiri je proširio kraljevstvo na zapad i sjever:str. 160.:str. 69. i pokrenuo upravne reforme; to je uključivalo ubuhake, u kojima su Tutsi koji su posjedovali stoku imali povlašten status, prema klijentima Hutu ili Tutsi u zamjenu za gospodarske i osobne usluge,:str. 13.-14. i uburetwu, kulučki sustav u kojem Hutui su bili prisiljeni raditi za poglavice Tutsija.:str. 69. Rwabugirijeve promijene produbile su socio-ekonomske podjele i podjele moći između Hutua i Tutsija.:str. 69.

### Kolonijalna vlast
Berlinska konferencija 1884. dodijelila je teritorij Njemačkom Carstvu koje je započelo politiku vladanja preko kraljevine Ruande; ovaj sustav je imao prednost što je omogućavao kolonizaciju s malim brojem vojnih postrojbi iz Europe. Europski kolonizatori, uvjereni da su se Tutsi doselili u Ruandu iz Etiopije, vjerovali su da su Tutsi bjeliji od Hutua i stoga rasno superiorni i bolje prilagođeni za vođenje kolonijalnih upravnih poslova. Kralj Yuhi V. Musinga:str. 23. – 24. pozdravio je Nijemce, koje je koristio za jačanje svoje vlasti.:str. 217. – 218. Belgijski snage preuzele su kontrolu nad Ruandom i Burundijem tijekom Prvog svjetskog rata, a Liga naroda je zemlju formalno predala belgijskoj upravi tijekom 1919.:str. 25. – 26.
Belgijanci su u početku nastavili njemački stil upravljanja preko monarhije, ali od 1926. godine počeli politiku izravnije kolonijalne vladavine u skladu sa sustavom koji se koristio u Belgijskom Kongu.:str. 26.:str. 260. Pojednostavljenim sustavom poglavica, smanjenjem njihovog broja i koncentracijom u rukama Tutsija,:str. 27. proširen je razmjer i opseg uburetwa,:str. 27. i nadziran proces agrarne reforme šefova Tutsi, prilikom čega su ispaše na područjima koja su tradicionalno nadzirali kontrolom kolektivi Hutua oduzete i privatizirane, uz minimalnu naknadu.:str. 27. Tijekom 1930-tih, Belgijanci uvode velike projekte u području obrazovanja, zdravstva, javnih radova i nadzora poljoprivrede.:str. 266.-267. Tako je zemlja modernizirana, ali nadmoć Tutsija je ostala, ostavljajući Hutue obespravljenima i podložnima velikim razmjerima prisilnog rada.:str. 35. Godine 1935. Belgija uvodi osobne iskaznice označavajući svakog pojedinca kao Tutsi, Hutu, Twa ili Naturalizirani. Iako je ranije bilo moguće za posebno bogate Hutue da postanu počasni Tutsi, osobne iskaznice su spriječile daljnje kretanje između klasa:str. 56. – 57. Katolička Crkva je postala sve važnija u Ruandi, jer se Belgijska vlada oslanjala na znanje klera o lokalnim temama. Mnogi Ruanđani su postali katolici poradi napredovanja u društvenoj hijerarhiji.:str. 31. – 32.

### Odnosi među narodima nakon neovisnosti
Nakon Drugog svjetskog rata, u Ruandi je počeo rasti pokret za emancipaciju Hutua,:str. 43. potaknut povećanjem ogorčenosti zbog međuratnih socijalnih reformi, ali i sve većim simpatijama za Hutue unutar Katoličke crkve.:str. 43. – 44. Katolički misionari sve više gledaju sebe kao odgovorne za osnaživanje potlačenih Hutu nego Tutsi elite, što vrlo brzo dovodi do stvaranja značajnog Hutu klera i obrazovane elite koja pruža novu protutežu uspostavljenom političkom poretku.:str. 43.-44. Monarhija i istaknuti Tutsiji osjetili su veći utjecaj Hutua i počeli su agitirati za hitnu neovisnost pod vlastitim uvjetima.:str. 43. Godine 1957, grupa Hutu znanstvenika napisala je Bahutu manifest. To je prvi dokument u kojem se obilježavaju Tutsi i Hutu kao zasebne rasa i prizivao je prijenos moći s Tutsija na Hutua na temelju onoga što je nazvano »statistički zakon«.:str. 45. – 46.
Dana 1. studenog 1959., potpoglavicu Dominiquea Mbonyumutwu, napali su u Kigaliju pristaše pro-Tutsi stranke. Mbonyumutwa je preživio, ali počele su se širiti glasine da je ubijen.:str. 58. – 59. pa su Hutu aktivisti odgovorili ubijajući Tutsije, bilo elitu bilo obične civile, označavajući početak revolucije u Ruandi.:str. 48.-49. Tutsi su uzvratili vlastitim napadima svoje, ali ovaj put Hutu snage su imale punu podršku belgijske uprave koja htjela dokinuti dominaciju Tutsija.:str. 51.:str. 60. Početkom 1960. godine, Belgijanci zamjenjuju većinu Tutsi poglavica s Hutu i organiziraju općinske izbore čiji je ishod bila uvjerljiva Hutu većina.:str. 51. Kralj je svrgnut, stvorena je republika pod vodstvom Hutua, a zemlja je postala neovisna 1962. godine:str. 53.
Kako je revolucija napredovala, Tutsiji su počeli napuštati zemlje kako bi izbjegli Hutu čistke, naseljavajući se u četiri susjedne zemlje: Burundi, Ugandu, Tanzaniju i Zair:str. 160. – 161. Ovi prognanici, za razliku od Banyarwanda koji su migrirali u pretkolonijalno i kolonijalno doba, smatrani su izbjeglicama u svojim zemljama domaćinima,:str. 63. – 64. te su počeli gotovo odmah agitirati za povratak u Ruandu:str. 55. – 56. Formiraju oružane skupine, poznate kao inyenzi (žohari), koji pokreću napade u Ruandu. Ti napadi su su uglavnom neuspješni, što je dovelo do daljnje odmazde u vidu ubijanja Tutsija i još većim brojem Tutsi prognanika.:str. 55. – 56. Do 1964. godine, više od 300 000 Tutsija je pobjeglo,te su bili prisiljeni ostati u progonstvu za sljedeća tri desetljeća.:str. 62. Pro-Hutu diskriminacija se nastavila u samoj Ruandi, iako se nasumično nasilje protiv Tutsija smanjilo nešto nakon državnog udara godine 1973., koji je doveo predsjednika Juvénala Habyarimanu na vlast.:str. 74. – 76.
S 408 stanovnika po četvornom kilometru gustoća naseljenosti Ruande je među najvišima u Africi. Stanovništvo Ruande je poraslo s 1,6 milijuna stanovnika godine 1934. na 7,1 milijuna u 1989., što je dovelo do natjecanja za zemlju. Povjesničari poput Gérarda Pruniera vjeruju da se genocid iz 1994. može djelomično pripisati gustoći naseljenosti.:str. 4.

### Građanski rat u Ruandi
Tijekom 1980-tih, skupinma od 500 izbjeglica iz Ruande u Ugandi, na čelu s Fredom Rwigyemom, borila se s pobunjenom Nacionalnom vojskom otpora. Ti su vojnici ostali u ugandskoj vojsci slijedeći Musevenijevu inauguraciju za predsjednika Ugande, no istovremeno je počeo planirati invaziju na Ruandu putem tajnih mreža u redovima vojske.:str. 51. – 52. U listopadu 1990. godine, Rwigyema je vodio skupinu od preko 4000:str. 14. pobunjenika iz Ugande, napredujući 60 km u Ruandu pod zastavom Ruandske Domovinske fronte (RPF).:str. 94. – 95. Rwigyema je ubijen trećeg dana napada,:str. 95. – 96. a Francuska i Zair su rasporedili snage za potporu u vojsci Ruande, što im je omogućuje otjerati napadače.:str. 96. Rwigyemin zamjenik Paul Kagame je preuzeo zapovjedništvo snaga RPF,:str. 27. – 30. organizirajući taktičko povlačenju kroz Ugandu do Virunga planina na području sjeveru Ruande.:str. 114. – 115. Odatle je ponovo naoružao i reorganizirao vojsku te provodio prikupljanje sredstva i novačenje iz Tutsi dijaspore.:str. 117. – 118.
Kagame je ponovno započeo rat u siječnju 1991. godine, s iznenadnim napadom na sjeverni grad Ruhengeri. RPF je zauzela grad, koristeći element iznenađenja, te ga držala jedan dan prije povlačenja u šumu.:str. 120. Sljedeće godine, RPF je vodila gerilski rat tipa »udari i bježi«, zauzimajući neka pogranična područja, ali ne postižući značajne dobitke protiv vojske Ruande.:str. 135. U lipnju 1992. godine, nakon formiranja višestranačke koalicijske vlade u Kigaliju, RPF je najavila prekid vatre i počela pregovore s vlastima Ruande u Arushi, Tanzanija.:str. 150. Početkom 1993., formiralo se nekoliko ekstremističkih Hutu skupina koje su počele kampanja nasilja velikih razmjera protiv Tutsija.:str. 173. – 174. RPF je uzvratila suspenzijom mirovnih pregovora i pokretanjem velikog napada, dobivanjem velikih zemljišnih posjeda na sjeveru zemlje.:str. 174. – 177. Mirovni pregovori su se konačno nastavili u Arushi; dobiveni set sporazuma, poznati kao Arusha sporazum, potpisani su u kolovozu 1993. godine i dali su RPF pozicije u široko zasnovanoj prijelaznoj Vlade (BBTG) i nacionalnoj vojsci.:str. 190. – 191.:str. 187. U zemlju je stigla Misija Ujedinjenih naroda za pomoć Ruandi (UNAMIR), mirovne snage, a RPF je dobila bazu u nacionalnoj zgradi parlamenta u Kigaliju, za uporabu u uspostavi široko zasnovane prijelazne Vlade.:str. 126. – 131.

### Pokret Snaga Hutu
U prvim godinama Habyarimanina režima, došlo je do većeg ekonomskog prosperiteta te smanjenja nasilja protiv Tutsija.[nedostaje izvor] Mnogi tvrdolinijaški protivnici Tutsija su, međutim, ostali, uključujući i obitelj prve dame Agathe Habyarimana, koji su bili poznati kao akazu ili klan de Madame,:str. 85. a predsjednik se oslanjao na njih kako bi održao svoj režim.:str. 12. Kada je RPF pokrenula invaziju 1990. godine, Habyarimana i tvrdolinijaši su iskoristili strah stanovništva kako bi unaprijedili anti-Tutsi agendu:str. 108. koja je postala poznat kao Snaga Hutu moći.:str. 188. Skupina vojnih časnika i članova vlade, pokrenula je časopis Kangura, koji je postao popularan širom zemlje.:str. 49. Časopis je objavljivao anti-Tutsi propagandu, uključujući i Deset Hutu zapovijedi, jedan eksplicitan set rasističkih smjernica uključujući označavanje Hutue u braku s Tutsima kao »izdajnike«.:str. 50. Godine 1992, tvrdolinijaši su osnovali stranku Koalicija za obranu Republika (CDR), povezanu s vladajućom strankom, ali više udesno, koja je promovirala agendu koja je kritizirala predsjednika zbog navodne »mekoće« u postpuanju s RPF.:str. 128.
Nakon sporazum o prekidu vatre iz 1992. godine, određeni broj ekstremista u Vladi i vojsci Ruande počeo je aktivnu urotu protiv predsjednika, zabrinut mogućnošću uključivanja Tutsija u vlast.:str. 166. Habyarimana je pokušao ukloniti tvrdolinijaše s visokih vojnih položaja, ali je samo djelomično uspješan; akazu suradnici Augustin Ndindiliyimana i Theoneste Bagosora ostaju na jakim mjestima, osiguravajući tvrdolinijaškoj obitelj vezu na vlasti.:str. 167. Tijekom 1992., tvrdolinijaši provode pohode lokaliziranih ubijanja Tutsija, što je kulminiralo u siječnju 1993. godine, kad ekstremisti i lokalne Hutui ubili oko 300 ljudi.:str. 173. – 174. Kada je RPF nastavlila s neprijateljstvima u veljači 1993. godine, naveli su ta ubojstava kao primarni motiv,:str. 174., ali je njegov učinak je bio povećanje potporu ekstremistima među Hutu stanovništvom.:str. 180.
Od sredine 1993. godine, pokret Snaga Hutua je predstavljao je treću po veličinu snagu u politici Ruande, osim Habyarimane vlade i tradicionalne umjerenu opozicije.:str. 188. Osim CDR, nema stranke koja je isključivo bila dio tog pokreta.:str. 181. – 182. Umjesto toga, gotovo svaka stranka je bila podijeljena na »umjerena« i »jaka« krila, s članovima oba tabora koji tvrde da predstavljaju legitimno vodstvo te stranke.:str. 181. – 182. Čak je i vladajuća stranka sadržavala jako krilo, koji se sastoji od onih koji su se protivili Habyarimanoj namjeri potpisivanja mirovnog sporazuma.:str. 182. Pojavilo se nekoliko paravojnih skupina radikalne mladeži, priključenih jakom stranke. Ovi su uključivali Interahamwe, koji se priključio vladajućoj stranci,:str. 129. i CDR-ov Impuzamugambi.:str. 165. Milicija mladeži je počela aktivno provoditi masakre diljem zemlje.:str. 25. Vojska je trenirala paravojske, ponekad u suradnji s Francuzima, koji su bili nesvjesni njihove prave svrhe.:str. 165.

## Uvod u genocid

### Priprema za genocid
Povjesničari se ne slažu o točnom datumu kad je ideja o »konačnom rješenju« ubijanja Tutsija u Ruandi prvi put došla na red. Gerard Prunier to datira 1992. godine kada Habyarimana započeo pregovore s RPF,:str. 169. dok novinarka Linda Melvern to datira 1990. godine, nakon početne invazije RPF.:str. 19. Vojska je počela naoružavati civile oružjem, kao što su mačete iz 1990. godine, i obuku mladih Hutua u borbi, službeno kao program »civilne zaštite« u svezi prijetnji RPF,:str. 20. To je oružje kasnije korišteno u izvršenju genocida.:str. 243. Ruanda je također kupila veliki broj granata i streljiva krajem 1990. godine. U jednom poslu, budući glavni tajnik UN-a Butros Butros-Gali, u ulozi egipatskog ministra vanjskih poslova, omogućio je veliku prodaju oružja iz Egipta.:str. 31. – 32. Ruandske oružane snage (FAR) u ovom trenutku su se vrlo brzo proširile, narastavši s manje od 10 000 na gotovo 30 000 vojnika u jednoj godini.:str. 20. Novi regruti su često bili slabo disciplinirani,:str. 20. a rastao je i jaz između elitne Predsjedničke garde i žandarmerije, koji je bila dobro obučena i borbeno spremna.:str. 69.
U ožujku 1993. godine, Snaga Hutu je počela sastavljanje liste »izdajnika« koje su planirali ubiti, a moguće je da je Habyarimana bio na popisu;:str. 182. CDR je javno su optužio predsjednika za izdaju.:str. 182. Snaga Hutu je također vjerovala da je nacionalna radio stanica, Radio Ruanda, postala previše liberalna i podržaje opoziciju; Osnovali su su novu radiopostaju, Radio Télévision Libre des Mille Collines (RTLMC), koja je emitirala rasisitčku propagandu, nepristojne viceve i glazbu, i koja je postala vrlo popularna u cijeloj zemlji.:str. 189. Jedna studija pokazuje da se oko 10 % od ukupnog nasilja tijekom Genocida u Ruandi se može pripisati toj novoj radijskoj postaji. Tijekom 1993. godine, tvrdolinijaši uvoze mačete u daleko većoj mjeri nego što je potrebno za poljoprivredu, kao i druge alate koji se mogu koristiti kao oružje, kao što su britvice, pile i škare.:str. 56. Ovi alati su distribuirani diljem zemlje, navodno u sklopu civilne obrane mreže.:str. 56.
U listopadu 1993. godine, predsjednik Burundija, Melchior Ndadaye, koji je bio izabran u lipnju kao prvi Hutu predsjednik u povijesti zemlje, ubijen je od strane ekstremističkih vojnih časnika Tutsi.:str. 199. Atentat je uzrokovao valove šokova, pojačavajući dojam među Hutuima da su Tutsiji njihov neprijatelj i da im se ne može vjerovati.:str. 200. CDR i krala Snage Hutu u ostalim strankama su shvatili da bi mogli iskoristiti ovu situaciju u svoju korist.:str. 200. Ideja o »konačnom rješenju«, koji je prvi put bila predložena je 1992. godine, ali je ostala na marginama stajališta, sada je došla na vrh njihovog dnevnog reda, te su ga aktivno počeli planirati.:str. 200. Bili su sigurni u sebe pri uvjeravanju Hutu populacije u obavljanju ubojstava, s obzirom na javni bijes oko ubojstva Ndadayea, kao i propagandu RTLMC te tradicionalnoj poslušnosti autoritetu među stanovnicima Ruanda.:str. 200. Čelnici Snage Hutu počeli su naoružavanje Interahamwe i drugih paravojnih skupina s AK-47 i drugim oružje; Prije toga, oni su posjedovali samo mačete i tradicionalno hladno oružje.:str. 143.
Dana 11. siječnja 1994. godine, general Romeo Dallaire, zapovjednik UNAMIR, poslao je svoga »Genocid faks« u sjedište UN-a. u faksu se navodi da je Dallaire bio u kontaktu s doušnikom na visokoj razini koji mu je rekao o planovima za distribuciju oružja paravojnim postrojbama Hutu za ubojstva belgijskih članova UNAMIR-a kako bi se zajamčilo belgijski povlačenje. Doušnik, lokalni političar, je naredio da se registriraju sve Tutsiju u Kigaliju s primjerom da mogu ubiti i do 1000 Tutsija u 20 minuta, što je dovelo do istrebljenja Tutsija. Dallaire je zatražio dopuštenje za zaštitu doušnika i njegove obitelj. Kofi Annan je više puta zabranio operaciju dok nije dobio upute iz sjedišta. On je to učinio i kad je genocid počeo, unatoč tome što je imao ovlaštenje za odobrenje. Njegov razlog za to nedjelovanje bio je Članak 2. (4.) Povelje, iako je sam UN mogao intervenirati, a ne neka zemlja članica. Snage UNAMIR su uspostavljene Rezolucijom 872 5. listopada 1993. godine uz suglasnost obiju strana u građanskom ratu. Thomas Pogge tvrdi da UNAMIR nije mogao biti optužen zbog intervencije jer su obje strane zatražile njegovo djelovanje te je bio ovlašten od strane Vijeća sigurnosti UN-a.

### Ubojstvo Habyarimane
Dana 6. travnja 1994., zrakoplov koji je prevozio predsjednika Ruande Juvénala Habyarimanu i Cypriena Ntaryamiru, predsjednika Burundija (također iz naroda Hutu), oboren je pri slijetanju u Kigaliju, pri čemu su svi putnici poginuli. Odgovornost za napad nije utvrđena, a RPF i Hutu ekstremisti su se međusobno optuživali. Kasnija istraga Vlade u Ruandi vlada krivi Hutu ekstremiste unutar vojske Ruande. U siječnju 2012. godine, francuska istraga potvrdila da projektil koji je srušio avion »nije mogao doći iz vojne baze koju su [Tutsi] pod vodstvom Kagame«. Unatoč neslaganjima oko počinitelja, mnogi promatrači vjeruju da je napad i smrt dvaju predsjednika Hutu poslužila kao katalizator za genocid.
Nakon Habyarimanine smrti, uvečer 6. travnja, osnovan je krizni odbor; sastojao se od general-bojnika Augustina Ndindiliyimane, pukovnika Theonestea Bagosore, kao i niza drugih viših vojnih časnika.:str. 222. – 223. Odbor je predvodio Bagosora, unatoč prisutnosti više pozicioniranog Ndindiliyimane.:str. 137. Premijerka Agathe Uwilingiyimana bila pravno gledano prva u liniji političkog naslijeđa,:str. 224., ali je odbor odbio priznati njezinu vlast.:str. 224. Dallaire se susreo s odborom te noći i inzistirao da se Uwilingiyimana postaviti na dužnost, ali Bagosora je to odbio, rekavši da Uwilingiyimana »ne uživa povjerenje naroda Ruande«, te je »nesposobna za upravljanje nacijom«.:str. 224. Odbor je također opravdavao svoje postojanje kao nužno da bi se izbjegla nesigurnost nakon smrti predsjednika.:str. 224. Bagosora je nastojao uvjeriti UNAMIR i RPF:str. 225. da Odbor kao Predsjednička straža, koju je opisao kao »izvan kontrole«,:str. 223. te da će se pridržavati sporazuma iz Arushe.:str. 224.

### Ubojstva vođa
UNAMIR je poslao pratnju od desetero belgijskih vojnika premijerki Uwilingiyimani, s namjerom da je prevezu do ureda Radio Ruande kako bi se obratila naciji.:str. 230. Ovaj plan je otkazan jer je predsjednička garda ubrzo nakon toga preuzela radio stanicu i nije dopuštala Uwilingiyimani govoriti u eteru.:str. 230. Kasnije u jutro, broj vojnika i mnoštvo civila svladava Belgijance koji su čuvali Uwilingiyimanu, prisiljavajući ih na predaju oružja.:str. 230. Uwilingiyimana i njezin suprug su ubijeni, ali njihova djeca su preživjela skrivajući se iza namještaja te ih je kasnije spasio UNAMIR-ov časnik iz Senegala Mbaye Diagne.:str. 245. Desetero Belgijanaca odvedeno je u logor vojne baze Kigali, gdje su mučeni i ubijeni.:str. 114. Bojnika Bernarda Ntuyahagu, zapovjednika jedinice Predsjedničke garde jedinice koja je provodila ubojstva, sud u Belgiji je 2007. osudio na 20 godina zatvora.
Uz atentat na Uwilingiyimanu, ekstremisti su proveli noć 6. – 7. travnja oko kuće u Kigaliju s poposom istaknutih političara i novinara, s ciljem njihove likvidacije.:str. 230.:str. 231. Žrtve te večeri su uključivale Predsjednika Ustavnog suda Josepha Kavarugandu, ministra poljoprivrede Frederica Nzamurambahu, vođu Parti Liberal Landwalda Ndasingwu i njegovu kanadsku suprugu i glavnog pregovarača iz Arushe Bonifacea Ngulinziru.:str. 230. Nekoliko umjerenjaka je preživjelo, uključujući i izaslanika premijera Faustina Twagiramungua,:str. 231. ali urota je uglavnom bila uspješna. Prema Dallaireu: »Do podneva 7. travnja umjereno političko vodstvo Ruande bilo je ili mrtvo ili u skrivanju, potencijal za buduću umjerenu vladu bio je potpuno izgubljen.«:str. 232. Jedina iznimka u ovome bio je novi šef stožera, Marcel Gatsinzi; Augustina Bizimungua, kandidata kojemu je bio naklonjen Bagosora odbio je krizni odbor, prisiljavajući Bagosoru na imenovanje Gatsinzija.:str. 139. Gatsinzi je pokušao zadržati vojsku izvan genocida,:str. 229. te je pregovarao primirje s RPF-om,:str. 292. ali je imao samo ograničenu kontrolu nad svojim vojnicima te ga je nakon samo deset dana zamijenio  Bizimungu.:str. 229.

## Genocid
Sam genocid je bio ubijanje velikih razmjera Tutsija na temelju etničke pripadnosti, počev u roku od nekoliko sati Habyarimanine smrti.:str. 165. Vojni vođe u pokrajini Gisenyi, srcu klana akazu, bili su u početku najviše organizirani, sazivajući velika okupljanja interahamwe i civila Hutua; zapovjednici su objavili predsjednikovu smrt, okrivljujući RPF, a zatim naredili mnoštvu da »započne svoj posao« i da »ne pošteđuje nikoga«, uključujući i djecu.:str. 164. Ubijanje se 7. travnja proširilo na pokrajine Ruhengeri, Kibuye, Kigali, Kibungo, Gikongoro i Cyangugu:str. 236. u svakom slučaju, mjesni dužnosnici, odgovarajući na zapovijedi iz Kigalija, širili su glasine da je RPF ubio predsjednika, nakon čega bi slijedile naredbe o ubijanju Tutsija.:str. 169. Hutu stanovništvo, koji je bilo pripremljeno i naoružavano tijekom prethodnih mjeseci, te se držalo ruandske tradicije poslušnosti autoritetu, provodilo je zapovijedi bez pitanja.:str. 244. – 245. Prethodno je bilo vrlo malo ubojstava u pokrajinama gitarama i Butare,:str. 169. jer su se upravitelji tih područja protivili se nasilju; genocid je započeo u Gitarami 9. travnja,:str. 195. i u Butare 19. travnja, nakon uhićenja i ubojstva Tutsi guvernera Jeana Baptistea Habyarimane.:str. 209. – 210. Genocid nije zahvatio područja pod kontrolom RPF-a, uključujući i dijelove pokrajine Byumba i istočni Ruhengeri.:str. 261.
Do kraja travnja i početkom svibnja, Predsjednička straža, žandarmerija i mladenačke pravojne snage, uz pomoć lokalnog stanovništva, nastavljaju ubijati Tutsije u velikim razmjerima.:str. 261. Gerard Prunier procjenjuje da je tijekom prvih šest tjedana, možda do 800 000 Ruanđana,:str. 261. što predstavlja pet puta veću stopu nego u vrijeme holokausta u Trećemu Reichu.:str. 261. Cilj je bio ubiti svakog Tutsija koji živi u Ruandi:str. 248. i, s izuzetkom napredujuće RPF-ove vojske, nije bilo oporbene sile koja bi sprječavala ubojstva::str. 261. domaća oporba već je bila eliminirana, a pripadnicima UNAMIR-a bilo je izričito zabranjeno koristiti silu osim u samoobrani.:str. 233. U seoskim područjima, gdje su Tutsi i Hutu živjeli jedni uz druge i obitelji poznavali jedni druge, bilo je lako za Hutue identificirati svoje Tutsi susjede.:str. 261. U gradskim područjima, gdje su stanovnici bili više anonimni, identifikacija je olakšan korištenjem kontrolnih punktova vojske i interahamwe; svaka osoba je trbala pokazati osobnu iskaznicu, koja je navodila etničku pripadnost, a ako su bili Tutsi su ubijani.:str. 261. Mnogi su Hutu također ubijeni zbog različitih razloga, uključujući navodno suosjećanje za  oporbene stranke, kao i novinari ili osobe koja su samo imale »Tutsi izgled«.:str. 261.
RPF je napredovala sporo, ali stalno osvajajući područja na sjeveru i istoku zemlje, dokidajući ubojstva u svakome okupiranom području.:str. 261. Genocid je gotovo završio u travnju u područjima Ruhengeri, Byumba, Mibungo i Kigali pokrajina.:str. 261. Ubojstva su prestala tijekom travnja u akazu središtima na zapadu Ruhengeri i Gisenyi, jer su gotovo svi Tutsi bili likvidirani.:str. 261. Veliki broj Hutua na područjima koje je osvojila RPF pobjegli su, bojeći se odmazde za genocid:str. 312. 500 000 stanovnika Kibunga otišlo je preko mosta na Rusumo Falls, u Tanzaniju, u nekoliko dana krajem travnja,:str. 336. gdje su bili smješteni u logorima Ujedinjenih naroda koje su kontrolirali zbačeni lideri Hutu režima,:str. 313. – 314. s bivšim guvernerom pokrajine kibungona na čelu.:str. 337.
U preostalim pokrajinama, ubijanja su se nastavila  tijekom svibnja i lipnja, iako su postajala sve nižeg intenziteta i sporadična;:str. 261. većina Tutsija je već ubijena, a privremena vlada je htjela obuzdati rastuću anarhiju i uključiti stanovništvo u borbi protiv RPF-a.:str. 236. Dana 23. lipnja, oko 2500 vojnika je ušlo u jugozapadnu Ruandu u sklopu operacije Tirkiz Ujedinjenih naroda na čelu s Francuzima.:str. 291. Zamišljena je kao humanitarna misija, ali vojnici nisu bili u mogućnosti spasiti značajan broj života:str. 292. Genocidne vlasti otvoreno su izrazile dobrodošlicu Francuzima, prikazujući francusku zastavu na svojim vozilima, ali ubijajući Tutsije koji bi izašli iz skrovišta tražeći zaštitu.:str. 292. U srpnju je RPF završio svoj pohod na zemlju, s izuzetkom zone koju je zauzela operacija Tirkiz. RPF je zauzeo Kigali 4. srpnja,:str. 459. a Gisenyi i ostatak sjeverozapada 18. srpnja.:str. 298. – 299. Genocid je bio gotov, ali kao što se dogodilo u Kibungu, Hutu stanovništvo je bježalo masovno preko granice, ovaj put u Zair, s Bagosorom i ostalim vođama u njihovoj pratnji.:str. 316.

### Planiranje i organizacija
Krizni odbor, na čelu s Theonesteom Bagosorom, preuzeo je vlast u zemlji nakon Habyarimanine smrti,:str. 172. i bio je glavni organ za provođenje genocida.:str. 240. Bagosora je odmah počeo izdavati naloge za ubijanje Tutsija, obraćajući se osobno grupama interahamweu Kigaliju,:str. 146. – 147. i telefonski pozivajući pokrajinske vođe.:str. 163. Ostali vodeći organizatori na nacionalnoj razini bili su ministar obrane Augustin Bizimana, zapovjednik paravojnih snaga Aloys Ntabakuze; i šef predsjedničke garde, Protais Mpiranya.:str. 240. Poslovni čovjek Felicien Kabuga financirao je RTLM i Interahamwe, a Pascal Musabe i Joseph Nzirorera bili su odgovorni za koordinaciju paravojnih aktivnosti Interahamwe i Impuzamugambi na nacionalnoj razini.:str. 240.
U Kigaliju, genocid je provodila Predsjednička garde, elitna jedinica vojske.:str. 242. – 243. Njima su pomagali Interahamwe i Impuzamugambi,:str. 84. koji su postavljali prepreke po cijeloj prijestolnici; svaka osoba koj je prelazila ulicu bila je dužna pokazati osbnu iskaznicu, koja je uključivala etničku pripadnost, i ako je pisalo Tutsi odmah su ubijani.:str. 261. Pravojne snage poticale su pretraživanja kuća po gradu, klanja Tutsija i pljačke njihove imovine.:str. 84. Guverner pokrajine Kigali Tharcisse Renzaho igrao je vodeću ulogu, obilazeći prepreka kako bi se osigurala njihova učinkovitost i koristeći svoj položaj na vrhu pokrajinske vlade Kigalija kako bi širio naredbe i razrješavao dužnosnike koji nisu bili dovoljno aktivni u ubojstvima.:str. 204.
U seoskim područjima, hijerarhija jedinica mjesne samouprave bila je u većini slučajeva zapovjedni lanac za izvršenje genocida.:str. 244. Guverner svake pokrajine, postupajući po nalogu iz Kigalija, širio je upute za područne vođe (bourgmestres), koji su pak izdavali upute za upravitelje sektora, stanica i sela unutar njihovih općina.:str. 244. Većinu stvarnih ubojstava na selu provodili su obični civili, prema nalogu vođa.:str. 247. Tutsi i Hutua živjeli su u svojim selima, a obitelji su se poznavale pa je Hutuima bilo lako identificirati i ciljati svoje Tutsi susjede.:str. 261. Gerard Prunier pripisuje ovu masovnu umiješanost stanovništva kombinacijom ideologije »demokratske većine«,:str. 247. u kojoj su Hutu podučavani smatrati Tutsije opasnima neprijateljima,:str. 247., kulturi nepopustljive poslušnosti autoritetu,:str. 245. i čimbeniku pritiska – seljaci koji su odbijali provesti naloge za ubijanje često su označavani za simpatizere Tutsija i ubijani.:str. 247.
Krizni odbor imenuje privremenu vladu 8. travnja; koristeći uvjete ustava, umjesto Arusha sporazuma iz 1991. godine, Odbor je odredio Theodora Sindikubwaba kao privremenog predsjednika Ruande, dok je Jean Kambanda imenovan novim premijerom.:str. 171. Sve političke stranke bile su zastupljene u vladi, ali većina su članovi bili iz »Snaga Hutu« krila njihovih stranaka.:str. 233. Privremena vlada je prisegla u 9. travnja, ali je odmah premještena iz Kigalija u Gitaramu da bi izbjegla borbe između RPF-a i vojske Ruande u glavnom gradu.:str. 193. Krizni odbor službeno je raspušten, ali su Bagosora i viši časnici ostali de facto vladari zemlje. Vlada je odigrala svoju ulogu u mobiliziranju stanovništva, što je režimu davalo legitimitet, ali je bio zapravo marionetski režim bez sposobnosti zaustavljanja vojske ili aktivnosti Interahamwe-a.:str. 278. Kad je Romeo Dallaire posjetio sjedište vlade tjedan dana nakon njezina ustroja, otkrio je najviše dužnosnike u dokolici, opisujući njihove aktivnosti kao »određivanje rasporeda sjedenja za sastanak koji se nije trebao sazvati u dogledno vrijeme«.:str. 329.

### Sredstva ubijanja
Dana 9. travnja, promatrači UN-a bili svjedoci pokolja djece u poljskoj crkvi u Gikondu. Tog dana, 1000 teško naoružanih i obučenih europski vojnika stiglo je kao pratnja europskog civilnog osoblje iz zemlje. Vojnici nisu ostali pomoći UNAMIR. Medijska pokrivenost skupila se na 9., kako je Washington Post objavio pogubljenje ruandskih zaposlenika humanitarnih agencija ispred njihovih inozemnih kolega.
Pokrajina Butare je bila iznimka od lokalnog nasilja. Jean-Baptiste Habyarimana bio je jedini Tutsi župan, a pokrajina je bila jedina u kojoj je dominirala oporba.:str. 244. Protivnik genocida, Habyarimana je bio u mogućnosti održati relativni mira u pokrajini, sve dok ga nije uklonionio ekstremist Sylvain Ndikumana.:str. 244. Otkrivši da se populacija Butarea opire ubojstvima svojih sugrađana, vlada je dovela paravojsku iz Kigalija helikopterom, te su oni odmah poubijali Tutsije.:str. 244.
Većina žrtava je ubijeni u svojim selima ili gradovima, često od svojih susjeda i suseljana. Paravojska je obično ubijala žrtve mačetama, iako su neke vojne jedinice koristile puške. Hutu bande su tražile žrtve koje su se skrivale u crkvama i školskim objektima, te ih masakrirali. Lokalni dužnosnici i radio pod pokroviteljstvom Vlade poticao je obične građane na ubijanje svojih susjeda, a oni koji su to odbijali često su ubijani na licu mjesta. »Ili ste sudjelovali u masakrima ili ste sami masakrirani«.
Jedan takav pokolj dogodio se u Nyarubuyeu. Dana 12. travnja, više od 1500 Tutsija potražilo je utočište u katoličkoj crkvi u Nyangeu, tada u općini Kivumu. Lokalni Interahamwe, djelujući u dogovoru s vlastima, koristio je buldožere za rušenje crkvene zgrade. Paravojska je koristila mačete i puške ubijajući svaku osobu koja je pokušala pobjeći. Lokalni svećenik Athanase Seromba kasnije je proglašen krivim i osuđen na doživotnu zatvorsku kaznu od ICTR zbog svoje uloge u rušenju crkve; Osuđen je za zločin genocida i zločina protiv čovječnosti. U drugom slučaju, tisuće ljudi je tražilo utočište u Službenoj tehničkoj školi (fr. École Technique Officielle) u Kigaliju, gdje su bile stacionirane belgijske postrojbe UNAMIR vojnika. Dana 11. travnja, belgijski vojnici su se povukli te su oružane snage Ruande i paravojska pobili sve Tutsije.
Nekoliko pojedinaca je pokušalo zaustaviti genocid u Ruandi, ili skloniti ugrožene Tutsije. Među njima su bili Romeo Dallaire (kanadski general-pukovnik pri UNAMIR-u), Henry Kwami Anyidoho (ganski zamjenik zapovjednika UNAMIR-a), Pierantonio Costa (talijanski diplomat koji je spasio mnoge živote), Antonia Locatelli (talijanska volonterka koja je pokušala spasiti 300 ili 400 Tutsija člana pozivajući dužnosnike u međunarodnoj zajednici, a kasnije su je ubili Interahamwe), Jacqueline Mukansonera (Hutu žena koja je spašavala Tutsije tijekom genocida), Paul Rusesabagina (po kojoj je snimljen za Oskara nominiranit Hotel Ruanda), Carl Wilkens (jedini Amerikanac koji je odlučio ostati u Ruandi tijekom genocida), André Sibomana (Hutu svećenik i novinar koji je spasio mnoge živote) i satnik Mbaye Diagne (senegalski vojni časnik UNAMIR-a koji je spasio mnoge živote prije nego što je ubijen).

### Ratna silovanja
Silovanje se koristilo kao alat od strane Interahamwe, glavnog počinitelja, da se odvoji svjesno heterogenu populaciju i da se drastično iscrpi suparničke grupa. Korištenje propagande odigralo važnu ulogu u oba genocida i spolno određenog nasilja. Hutu propaganda prikazivala je Tutsi žene kao »seksualno zavodljivu 'petu kolonu' u savezu s neprijateljima Hutua«. Izuzetna brutalnost seksualnog nasilja, kao i sudioništva Hutu žena u napadima, sugerira da je korištenje propagande bilo učinkovito u iskorištavanju obaju spolova u sudjelovanju. Vojnici Vojske za oslobođenje Ruande i Ruandskih obrambenih snaga, uključujući i predsjedničku gardu, i civile i također su činili silovanja nad većinom Tutsi žena. Iako su Tutsi žene bile glavne mete, silovane su i umjerene Hutu žene.
Uz Hutu umjerenjake, bile su mete i Hutu žene koje su bile u braku ili skrivale Tutsije. U svom izvješću o Ruandi 1996. godine, UN-ov specijalni izvjestitelj Rene Degni-Segui je izjavio: »Silovanje je pravilo, a njegova odsutnost iznimka.« On je također istaknuo: »Silovanje je bilo sustavno i korišteno je kao oružje.« S ovim mislima i korištenje sile i prijetnji, počinitelji genocida su prisiljavali druge stajati za vrijeme silovanja. Svjedočanstvo žene imena Maria Louise Niyobuhungiro navodi da su je lokalni ljudi, drugi Hutu muškarci, gledali kako je siluju oko 5 puta na dan. Čak i kada bi je nadzirala žena, ona nije pokazivala nikakvu samilost, prisiljavajući je na poljoprivredne radove između silovanja.
Mnogi od preživjelih zarazili su se HIV-om od HIV-pozitivnih silovatelja sudionika u genocidu. Tijekom sukoba, Hutu ekstremisti oslobodili su stotine pacijenata koji su bolovali od AIDS-a iz bolnice, i formirali »odrede za silovanje«. Namjera je bila zaraziti i izazvati »sporu, neumoljivu smrti«. Tutsi žene su također bilemeta s namjerom uništavanja njihove reproduktivne sposobnosti. Seksualna sakaćenje ponekad su se dogodila nakon silovanja i uključivala sakaćenje vagine mačetama, noževima, naoštrenim štapovima, kipućom vodom i kiselinom. Muškarci su rijetko bili žrtve ratnog silovanja, ali seksualno nasilje nad muškarcima uključivalo je sakaćenje genitalija, te njihovo prikazivanje kao trofeja u javnosti.

### Broj žrtava
S obzirom na kaotično stanje, ne postoji konsenzus o broju ljudi ubijenih tijekom genocida. Za razliku od genocida koje su provodili Nacistička Njemačka, Crveni Kmeri u Kambodži, vlasti nisu pokušaje snimati smrti. RPF Vlada koja je došla na vlast navela je podatak od 1 071 000 ubijenih, od kojih su 10 % bili su Hutu. Novinar Philip Gourevitch slaže s procjenom od jednog milijuna, dok UN procjenjuje poginule okoo 800 000. Alex de Waal i Rakiya Omar iz Afričkih prava procijenili su broj na »oko 750 000«, dok Alison Des Forges iz Human Rights Watch navodi »najmanje 500 000«. James Smith iz Aegis Trust navodi: »Ono što je važno za zapamtiti je da je došlo do genocida. Tu je bio pokušaj eliminiranja Tutsija – muškaraca, žena i djece. I da se izbriše bilo koje sjećanje na njihovo postojanje.«
Od populacijom od 7,3 milijuna ljudi – 84 % od kojih su bili Hutu, 15 % Tutsiji i 1 % Twa – službeni podaci objavljeni od strane Vlade Ruande procjenjuju broj žrtava genocida na 1 174 000 u 100 dana (~10 000 ubijenih svaki dan, 400 svaki sat, sedam svake minute). Procjenjuje se da je oko 300 000 Tutsija preživio genocid. Tisuće udovica, od kojih su mnogi bile podvrgnute silovanjima, sada su HIV-pozitivne. Pojavilo se oko 400 000 siročadi, a gotovo 85 000 njih su bili prisiljeni postati glave obitelji.

## Protunapad RPF i pobjeda
Dana 7. travnja, kako je genocid počeo, zapovjednik RPF-a, Paul Kagame, upozorio je krizni odbor i UNAMIR da će nastaviti građanski rat, ako se ubijanje ne zaustavi.:str. 247. Sljedećeg dana, u Ruandi vladine su snage napale nacionalnu zgradu parlamenta iz više smjerova, ali vojnici RPF stacionirani tamo uspješno su se obranili.:str. 264. – 265. RPF je tada započeo napad sa sjevera na tri fronte, tražeći da se povežu brzo s izoliranim vojnicima u Kigaliju.:str. 269. Kagame je odbio razgovarati s privremenom vladom, uvjeren da je ona samo paravan za Bagosorinu vladavinu i ne zalaže se za okončanje genocida.:str. 268. Tijekom sljedećih nekoliko dana, RPF je napredovao stalno na jug, hvatajući Gabiro i velike površine na selu na sjeveru i istoku Kigalija.:str. 288. Oni su izbjegavali napadati Kigali ili Byumbu, ali su provodili akcije dizajnirane da okruže gradove i odsijeku dobavne pravce.:str. 299. RPF je također dozvolio Tutsi izbjeglicama iz Ugande naseljenje iza linije fronta na područjima pod kontrolirom RPF.:str. 299.
Tijekom travnja bili su brojni pokušaji UNAMIR-a u uspostavi primirje, ali je Kagame inzistirao svaki put da se RPF neće prestati boriti, osim ako ubojstva ne prestanu.:str. 300. Krajem travnja, RPF je osigurao cijelo pogranično područje s Tanzanijom i počeo se kretati zapadno od Kibunga, na jugu Kigalija.:str. 326. – 327. Naišli su na slab otpor, osim oko Kigalija i Ruhengerija.:str. 268. Do 16. svibnja, presjekli su cestu između Kigaliju i Gitarame, privremenog doma privremene vlade, a do 13. lipnja, zauzeli Gitarame, nakon neuspješnog pokušaja vladinih snage Ruande ponovnog otvaranja ceste; privremena vlada je bila prisiljena preseliti se u Gisenyi na krajnjem sjeverozapadu.:str. 410. Kao i u borbi protiv rata, Kagame imao teškoća novačiti pripadnike za svoju vojsku. Novi regruti su uključivali Tutsije koji su preživjeli genocid i izbjeglice iz Burundija, ali oni bili slabije obučeni i disciplinirani nego raniji regruti.:str. 270.
Nakon što je završila okruživanje Kigalija RPF je provela drugu polovicu lipnja u borbi za sam grad.:str. 421. Vladine snage su imale bolje ljudstvo i oružje, ali je RPF stalno osvajala područje, kao i vodila racije spašavajući civile od iza neprijateljskih linija.:str. 421. Prema Dallaireu, za ovaj uspjeh je zaslužno Kagameovo »majstorstvo psihološkog rata«;:str. 421. on je iskorištavao činjenicu da su se vladine snage koncentrirale na genocid, a ne na borbe za Kigali:str. 421. RPF je konačno pobijedila Vladine snage u Kigaliju 4. srpnja,:str. 459., a 18. srpnja zauzeli su Gisenyi i ostatak sjeverozapada, prisiljavajući privremenu vladu na odlazak u Zair i kraj genocida.:str. 298. – 299. Krajem srpnja 1994. godine, Kagameove snage držale su cijelu Ruandu, osim zone na jugozapadu koja su okupirale francuske snage pod vodstvom Ujedinjenih naroda, kao dio Operacije Tirkiz.:str. 474. – 475.
Datum 4. srpnja obilježava se pod nazivom Dan Oslobođenja (eng. Liberation Day) kao državni praznik u Ruandi.

## Međunarodna upletenost

### UNAMIR
Misija pomoć Ujedinjenih naroda za Ruandu (UNAMIR) bila je u Ruandi je od listopada 1993. godine:str. 474–475. s mandatom da nadgleda provedbu Arusha sporazuma. Zapovjednik UNAMIR Roméo Dallaire učio je od pokreta Snaga Hutua u raspoređivanju misije,:str. 98. kao i planove za masovno uništenje Tutsija,:str. 194. Dallaire je saznao za tajna skladišta oružja, ali je njegov zahtjev za racijom odbio UN-ov Odjel za mirovne operacije (DPKO).:str. 98. UNAMIR-ovu učinkovitost u mirovnim operacijam također ometao predsjednik Habyarimana i tvrdolinijaši Hutu,:str. 205. a do travnja 1994. godine, Vijeće sigurnosti je prijetilo prekidom mandata UNAMIR ako ne učine napredak.:str. 219.-220.
Nakon smrti Habyarimane, i početkom genocida, Dallaire je uzastopce kontaktirao s Kriznima odborom i RPF, pokušavajući ponovno uspostaviti mir i spriječiti nastavak građanskog rata.:str. 236. – 237. Niti jedna strana nije bila zainteresirana za prekid vatre, vlada jer je bila pod kontrolom počinitelja genocida, a RPF jer je smatrao da je potrebno boriti se za zaustavljanje ubijanja.:str. 247. Poglavlje VI mandata UNAMIR-a činilo ga je nemoćnim intervenirati vojno,:str. 261. a većina njihovog osoblja iz Ruanda ubijeno je u ranim danima genocida, ozbiljno ograničavajući njegovu sposobnost za rad.:str. 247.
UNAMIR je stoga uglavnom sveden na promatrača ulogu, a Dallaire je kasnije je to označen kao »promašaj«.:str. 6. Njihov najveći doprinos bio je pružanje utočišta za tisuće Tutsija i umjerenih Hutua u svom sjedištu na Amahoro stadionu, kao i drugim sigurnim UN stranicama,:str. 270. i pomaganje u evakuaciji stranih državljana. Dana 12. travnja, Belgijska vlada, koja je bila jedna od najvećih udionika trupa UNAMIR,:str. 204. i izgubila deset vojnika štiteći premijera Uwilingiliyimanu, objavila je da povlači, smanjujući dalje stvarnu snagu.:str. 197. Sredinom svibnja, UN je napokon priznao da »bi mogla biti počinjena djela genocida«, i dogovorio pojačanje, koji će biti poznat kao UNAMIR 2.:str. 229. Novi vojnici nisu počeli dolaziti do lipnja,:str. 411., a nakon završetka genocida u srpnju, uloga UNAMIR 2 je uglavnom bila ograničena na održavanje sigurnosti i stabilnosti, do ukinuća godine 1996.

### Francuska i Operacija Tirkiz
Tijekom mandata predsjednika Habyarimane, Francuska je održavala vrlo bliske odnose s njim, kao dio svoje Françafrique politike,:str. 89. i uz pomagala vojsci Ruande protiv RPF za vrijeme građanskog rata:str. 100. – 101. Francuska je smatrala RPF, zajedno s Ugandom, dijelom »zavjere« za povećanje anglofilnog utjecaj na štetu francuskog utjecaja. Tijekom prvih nekoliko dana od genocida, Francuska je pokrenula Amaryllis, vojnu operaciju uz pomoć belgijske vojske i UNAMIR, za evakuaciju stranaca iz Ruande.:str. 234. Francuzi i Belgijanci odbijali su dopustiti ijednom Tutsiju da im se pridruži, a oni koji su se ukrcali na evakuacijske kamione bili prisiljeni iskrcati se u na državnoj kontrolnoj točki, gdje su ubijani.:str. 235. Francuzi su također razdvojili nekoliko stranaca i djecu od njihovih Tutsi supružnika, spašavajući strance, ali ostavljajući Ruanđane vjerojatnoj smrti.:str. 235. Francuzi su, međutim, spasili nekoliko eksponiranih članova Habyarimanine vlade, kao i njegovu suprugu, Agathe.:str. 235.
Krajem lipnja 1994. godine, Francuska je pokrenula operaciju Tirkiz, misiju s mandatom UN-a za stvaranje sigurnih humanitarnih područja za prognanike, izbjeglica i civila u opasnosti; iz baza u Zairskih gradova Goma i Bukavu, Francuzi su ušli jugozapadnu Ruandu i uspostavili zonu Tirkiz, unutar trokuta Cyangugu – Kibuye – Gikongoro, područja koje zauzima približno petinu Ruande. Radio France International procjenjuje da je Tirkiz spasio oko 15 000 života, ali kako se genocid bližio kraju, a RPF napreovao uspona, mnogi stanovnici Ruande tumačili su tu operaciju kao misiju zaštite Hutua od RPF, uključujući i nekih koji su sudjelovali u genocidu. Francuzi su ostali neprijateljski raspoloženi prema RPF, a njihova prisutnost privremeno zaustavljen u RPF-a unaprijed.
Brojne istrage se vode oko francuske umiješanosti u Ruandi, uključujući i Francusku parlamentarnu komisiju o Ruandi iz 1998., koja je optužila Francusku za krivu prosudbu, uključujući i »vojnu suradnju protiv pozadine etničkih tenzija, masakre i nasilje«, ali ne optužuje Francusku kao izravno odgovornu za sam genocida. Izvješće Vlaede Ruande iz 2008. pod pokroviteljstvom Mucyo komisije optužilo je francusku vladu da je bila upoznata s pripremama za genocid i pomaganje u obuci Hutu članova pravojske.

### Druge nacije
Obavještajna izvješća ukazuju na to da su predsjednik SAD-a Bill Clinton i njegova vlada bili svjesni prije visine masakra da se planira »konačno rješenje kako bi se uklonili svi Tutsiji«. Ipak, strah od ponavljanja događaja u Somaliji u obliku američke politike u to vrijeme, s mnogim komentatorima koji su identificirali grafičke posljedice bitke kod Mogadisha kao glavni razlog iza neuspjeha/nevoljkosti SAD-a u miješanju u kasnije sukobe kao što su genocid u Ruandi. Nakon bitke, tijela nekoliko američkih žrtava sukoba su vukli ulicama Mogadishua hrpe lokalnih civila i pripadnika Somalskog narodnog saveza. Prema američkom bivšeg zamjeniku specijalnog izaslanika u Somaliji, Walteru Clarkeu: »Duhovi iz Somalije i dalje proganjaju američku politiku. Naš nedostatak odgovora u Ruandi je bio strah od uplitanja svaki put iznova u nešto poput Somalije.« Predsjednik Clinton je iz neuspjeh američke intervecije u genocidu označio kao jedan od njegovih glavnih promašaja vanjske politike, govoreći: »Ne mislim da smo mogli okončati nasilje, ali mislim da smo ga mogli smanjiti. I ja žalim zbog toga.« Osamdeset posto rasprava u Washingtonu ticalo se evakuacije američkih građana.
Izrael je optužen za prodaju oružja (pušaka, metaka i bombi) Vladi Ruande tijekom genocida. Godine 2016, izraelski Vrhovni sud odlučio je da će zapisi koji dokumentiraju izraelsku prodaju oružja Ruandi tijekom genocida ostati zapečaćeni i skriveni od javnosti.
Rimokatolička crkva je potvrdila da se genocid dogodio, ali se navodi da oni koji su sudjelovali to činil bez odobrenja crkvenih vlasti. Iako vjerski čimbenici nisu bili istaknuti, u svom izvješću iz 1999. godine Human Rights Watch okrivio je brojne vjerske vlasti u Ruandi, uključujući i rimokatoličke, anglikanske i protestantske, zbog propusta u osudi genocida – iako su te optužbe bile proturječne tijekom vremena. Nekima u vjerskoj hijerarhiji je suđeno te su i osuđeni na Međunarodnom kaznenom sudu za Ruandu. Biskup Misago je optužen za korupciju i suučesništvo u genocidu, ali je oslobođen svih optužbi godine 2000. Mnogi drugi katolici i ostali kler, međutim, dali su svoje živote kako bi zaštitili Tutsije od klanja. Neki svećenici su sudjelovali u pokoljima. Godine 2006. godini, Međunarodnog kaznenog suda za Ruandu osudio je oca Athanasea Serombu na 15 godina zatvora zbog njegove uloge u pokolju 2000 Tutsija. Sud je čuo da Seromba namamio Tutsije u crkvu, gdje su vjerovali da će naći utočište. Kada su stigli, on je naredio buldožerima da slome izbjeglice unutar crkve a Hutu paravojska pobije moguće preživjele.

## Naknadna događanja

### Izbjeglička kriza i ratovi u Kongu
Nakon pobjede RPF-a, oko dva milijuna Hutua je pobjeglo u izbjegličke kampove u susjednim zemljama, osobito u Zair, bojeći se RPF odmazde za genocid.:str. 312. Logori su bili prenapučeni i bijedni, a tisuće je izbjeglica umrlo u epidemijama bolesti, uključujući koleru i dizenteriju. Logori je postavljao Visoki povjerenik Ujedinjenih naroda za izbjeglice (UNHCR), ali ih je stvarno nadzirala vojska i vlada bivšeg Hutu režima, uključujući i mnoge počinitelje genocida,[nedostaje izvor] koji su se počeli ponovno naoružavati u pokušaju vraćanja na vlast u Ruandi.:str. 381. – 382.
Do kraja 1996. godine, Hutu militanti iz logora su pokretali redovite prekogranične upade, a Vlada Ruande pod vodstvom RPF-a je pokretala protuofenzive.:str. 382. Ruanda je osiguravala vojnike i vojnu obuku Banyamulengeu, Tutsi grupi u zairskoj pokrajini Južni Kivu,:str. 384. – 385. pomažući savladati Zairske snage sigurnosti. Ruandske snage, Banyamulenge i drugi zairski Tutsiji, su zatim napadali izbjegličke kampove, ciljajući Hutu paravojske.:str. 384. – 385. Ti napadi su izazvali bijeg stotina tisuća izbjeglica;:str. 118. mnogi su sevratili u Ruandu, unatoč prisutnosti RPF, dok su se drugi odvažili dalje na zapad Zaira.:str. 122. – 123. Poražene snage bivšeg režima nastavljaje su prekogranične vojne pohode bunt kampanja,:str. 209. u početku podržane od strane pretežno Hutu stanovnika Ruande u sjeverozapadnim provincijama.:str. 216. Do 1999. godine program propagande i Hutu integracije u nacionalnu vojsku, uspio u privođenju Hutua na stranu vlade i porazu pobunjenika.
Osim demontaže izbjegličkih kampovima, Kagame je započeo s planiranjem rata za uklanjanje dugogodišnjeg diktatora predsjednika Mobutua s vlasti. Mobutu je podržavao počinitelje genocida sa sjedištem u logorima, a također je bio optužen dopuštanje napada na Tutsije u Zairu. Zajedno s Ugandom, Vlada Ruande je podržavala savez četiri pobunjeničke skupine na čelu s Laurentom Kabilom, koji je počeo Prvi Kongo rat.:str. 113. – 116. Pobunjenici su brzo jpreuzeli kontrolu nad Sjevernom i Južnom Kivu provincijom, te zatim napredovali na zapad, otimajući teritorij slabo organiziranoj i demotiviranoj zairskoj vojsci s malo borbe,:str. 128. – 133. te kontrolirajući cijelu zemlju do svibnja 1997.:str. 136. Mobutu je pobjegao u izgnanstvo, a zemlja je preimenovana u »Demokratska Republika Kongo«. Ruanda se razišla s novim Kongo režimom 1998. godine, a Kagame je podržao novu pobunu, što je dovelo do Drugog Kongo rata.:str. 182. – 183. Ovaj rat je trajao do 2003. godine, a uzrokovao je milijune žrtava i veliku štetu. Izvješće UN-a iz 2010. optužuje vojsku Ruande za počinjenje kršenje ljudskih prava širih razmjera i zločine protiv čovječnosti u Demokratskoj Republici Kongo tijekom dva Kongo rata, što opovrgavaju Vlasti Ruande.

### Domaća situacija
Za vrijeme genocida infrastruktura i gospodarstvo zemlje su patili. Mnoge su zgrade postale nenaseljive, a bivša vlast je odnosila sa sobom sve valute i pokretnu imovinu kadapri napuštanju zemlje.:str. 181. Ljudski resursi su također bili jako iscrpljeni, s više od 40 % stanovništva ubijenog ili u bijehu.:str. 181. Mnogi od ostalih bili su traumatizirani.Mnogi su izgubili rodbinu, svjedočili ubojstvima ili sudjelovali u genocidu. Dugoročne posljedice ratnih silovanja u Ruandi za žrtve uključuju socijalnu izolaciju, spolno prenosive bolesti, neželjene trudnoće i djecu, a neke žene su posezala za samoinduciranim pobačajima. Vojska, na čelu s Paulom Kagameom, održavala je red i mir, a vlada je počela rad na obnove infrastrukture u zemlji.:str. 187.
Nevladine organizacije su se počele vraćati u zemlju, ali međunarodna zajednica nije pružila značajnu pomoć novom režimu, i većina međunarodna pomoć je preusmjeravana na izbjegličke kampove u Zairu nakon egzodusa Hutua iz Ruande.:str. 327. – 328. Kagame jenastojao prikazati vladu kao uključivo a ne pod dominacijom Tutsija. Režirao je etničke pripadnosti s nacionalnih osobnih iskaznica građana, a vlada je počela politiku umanjivanja razlika između Hutua, Tutsija i Twa.
Tijekom genocida i u mjesecima nakon pobjede, vojnici RPF su poubijali mnogo ljudi optuženih za sudjelovanje u ili podržavanje genocida.:str. 189. Mnogi od tih vojnika bili su nedavni Tutsi novaci iz Ruande, koji su izgubio obitelju ili prijatelje i tražili osvetu.:str. 189. Razmjer, opseg i izvor krajnje odgovornosti za ta ubojstava su sporni. Human Rights Watch, kao i znanstvenici poput Pruniera, tvrde da broj poginulih može biti i do 100 000,:str. 360. i da su Kagame i RPF elita ili tolerirali ili organizirali ubojstva. U intervjuu novinaru Stephenu Kinzeru, Kagame je priznao da je došlo do ubojstva, ali je naveo da su ih provodili odmetnuti vojnici i da ih je bilo nemoguće kontrolirati.:str. 191. RPF ubojstva su privukla međunarodnu pozornost s Kibehu masakrom 1995. godine, u kojem su vojnici otvorili vatru na kamp za interno raseljene osobe u provinciji Butare. Australski vojnici unutar UNAMIR-a procjenjuju da je najmanje 4.000 ljudi ubijeno, dok je Vlada Ruande tvrdila da je broj poginulih 338.:str. 42.

### Pravosudni sustav nakon genocida
Sustavno uništavanje pravosudnog sustava za vrijeme genocida i građanskog rata bilo je jedan od glavnih problema. Nakon genocida, više od milijun ljudi bilo potencijalno krivo za ulogu u genocidu, gotovo jedna petina stanovništva preostalog nakon ljeta 1994. Nakon genocida je RPF provodila politiku masovnih uhićenja zbog genocida, utamničivši preko 100 000 u dvije godine nakon genocida. Tempo uhićenja svladao je fizički kapacitet zatvorskog sustava Ruande, što dovodi do onoga što Amnesty International smatra »okrutnim, neljudskim ili ponižavajućim postupanjem«. Devetnaest zatvora u zemlji bilo je projektirano za oko osamnaest tisuća zatvorenika, a na vrhu 1998. godine bilo je 100 000 ljudi u zatvorskim objektima u cijeloj zemlji.
Uništene su državne institucije, uključujući i sudove, te su mnogi suci, tužitelji i sudski službenici bili su ubijeni. Od 750 sudaca, 506 ih nije ostalo nakon genocida-mnogi su ubijeni, a većina preživjelih je pobjegla iz Ruande. Do 1997. Ruanda je imala samo pedeset odvjetnika u pravosudnom sustavu. Te prepreke su uzrokovale su nastavak suđenja vrlo polako: sa 130 000 osumnjičenih zadržanih po zatvorima u Ruandi nakon genocida, Od 1996. do kraja 2000. obrađeno je 3343 slučajeva. Od tih optuženika, dvadeset posto je dobilo smrtne kazne, trideset dva posto dobilo je kaznu doživotnog zatvora, a dvadeset posto je oslobođeno. Izračunato da će potrajati više od dvjesto godina za provođenje suđenja pritvornim osumnjičenicima – ne uključujući one koji su ostali na slobodi.
Vlada je počela dugo očekivana suđenja za genocid, koja su imala nesiguran početak krajem 1996. godine i polako napredovala godine 1997. Do 1996. sudovi nisu konačno počeli suđenje za predmete genocida s donošenja Organskog zakona N° 08/96 od 30, 30. kolovoza 1996. godine. Ovaj zakon je pokrenuo progona ratnih zločina i zločina protiv čovječnosti za vrijeme genocida od listopada 1990. Ovaj zakon je uspostavio redovne domaće sudove kao jezgru mehanizma za odgovor na genocid dok nije izmijenjen 2001. godine uključivši Gacaca sudove. Organski zakon je uspostavio četiri kategorije uključenih u genocid, navodeći granice kazni za svaku kategorije. Prva kategorija bila je rezervirana za one koji su bili »planeri, organizatori, poticatelji, nadzornici i vođe« genocida i bilo koga tko je koristio pozicije državne vlasti za promoviranje genocida. Ova kategorija se također primjenjuje na ubojice koji su se istakli na temelju svoje revnosti ili okrutnosti, ili koji su sudjelovali u seksualnim zlostavljanjima. Članovi ove prve kategorije bili su podobni za smrtnu kaznu.
Dok je Ruanda imala smrtnu kaznu prije Organskog zakona iz 1996., u praksi nije bilo pogubljenja od 1982. Dvadeset i dvije osobe su strijeljane na javnim smaknućima u travnju 1997. Nakon toga, Ruanda provedena nije provodila nikakva smaknuća, iako su i dalje izdavali smrtne kazne do 2003. Dana 25. srpnja 2007. godine Organski Zakon o ukidanju smrtne kazne došao je na snagu, ukidajući smrtnu kaznu i pretvarajući ih u kazne doživotnog zatvora u samici.

#### Sudovi Gacaca
Kao odgovor na ogroman broju potencijalno krivih pojedinaca i sporost pravosudnog sustava, vlada Ruande je izglasala organski zakon N° 40/2000 2001.[nedostaje izvor] Ovaj zakon uspostavlja na svim upravnim razinama Gacaca sudove u Ruandi. Nastao je uglavnom radi smanjenja opterećenja normalnih sudova i pružanja pomoći pravosudnom sustavu za pokretanje suđenja onima koji su već u pritvoru.[nedostaje izvor] Najmanje teške slučajeve, u skladu s uvjetima organskog zakona N° 08/96 od 30., bi obradili ti Gacaca sudovi. S ovim zakonom, Vlada je počela provoditi participativni pravni sustav, poznat kao Gacaca u cilju rješavanja ogromnog broja neriješenih predmeta.[nedostaje izvor] Sudski sustav gacaca tradicijski se bavio sukobima unutar zajednice, ali je prilagođen za zločine genocida. Ciljevi Gacaca sudova bili su sljedeći:
- određivanje istine o tome što se događalo tijekom genocida,[83]
- ubrzavanje suđenja za genocid,[83]
- borba protiv kulture nekažnjivosti,[83]
- doprinos procesu nacionalnog jedinstva i pomirenja,[83]
- pokazivanje sposobnosti naroda Ruande za rješavanje njihovih problema.[83]

Tijekom godina, sudski sustav Gacaca prošao je kroz niz prilagodbi. Procjenjuje se da je do sada milijun slučajeva obrađeno preko Gacace.
U međuvremenu, UN je osnovao Međunarodni kazneni sud za Ruandu, trenutno sa sjedištem u Aruši u Tanzaniji. Tribunal UN-a ima nadležnost nad visokim pripadnicima vlade i oružanih snaga, dok je Ruanda odgovorna za progon vođa niže razine i lokalnih ljudi.

#### Zatvaranje sudova Gacaca
Dana 18. lipnja 2012. godine, sudski sustav Gacaca službeno je zatvoren nakon suočavanja s kritikama.
Pravosudni sustav Gacaca suočavao se s mnogim kontroverzama i izazovima; optuženi su da su lutke RPF-ove vlasti. Suce (poznate kao Inyangamugayo, što znači »oni koji preziru nepoštenje« na kinyarwanda jeziku), koji predsjedavaju suđenjima je izabirala javnost. Nakon izbora, suci su obučavani, ali izražavana je zabrinutost da ta obuka nije bila prikladna za ozbiljna pravna pitanja i složenost postupaka. Nadalje, mnogi suci bi podnosili ostavku nakon što su se suočili s optužbama za sudjelovanje u genocidu; 27,1 % njih bilo je na taj način optuženo. Tu je bio problem i nedostatak branitelja i zaštite za okrivljenika, kojima su uskraćivano pravo na žalbu redovnim sudovima. Većina suđenja bila je otvorena za javnost, ali je bilo problema sa zastrašivanjem svjedoka. Na Gacaca sudovima nije suđeno odgovornima za masakre Hutu civila koje su počinili pripadnici RPF, koji su kontrolirali sustav Gacaca sudova.

#### Zatvaranje međunarodnog suda za Ruandu
Budući da je ICTR osnovan kao ad hoc međunarodni sud, njemu je na rasporedu određeno zatvaranje do kraja 2014. godine, nakon što završi suđenja iz 2009. godine, a prizivi do 2010. ili 2011. godine. U početku, Vijeće sigurnosti UN-a je uspostavilo MKSR 1994. godine s izvornim mandatom od četiri godine bez fiksnog roka i postavilo za zadatak rješavanju zločina počinjenih tijekom genocida u Ruandi. Kako su godine prolazile, postalo je očito da će MKSR postojati daleko dulje od predviđenog izvornog mandata. Međutim, s najavom njegova zatvaranja, postoji zabrinutost oko toga hoće li genocid i dalje imati vlasti kao da je MKSR u procesiranju visokopozicioniranih bjegunaca i pristupu međunarodnim izvorima.

## Preživjeli
Procjenjuje se da je oko 300 000 žrtava u Ruandi preživjelo.
Izviješće iz 2007. o životnim uvjetima preživjelih koje je provelo Ministarstvo socijalne skrbi u Ruandi izvijestilo je ovakvu situaciju:
| Kategorija                                                 | Broj preživjelih |
| ---------------------------------------------------------- | ---------------- |
| preživjeli teški ranjenici                                 | 120 080          |
| Bez krova nad glavom                                       | 39 685           |
| Siročad koja živi u kućanstvima koja vode druga djeca      | 28 904           |
| Udovice                                                    | 49 656           |
| Osakaćeni tijekom genocida                                 | 27 498           |
| Djeca i mladež bez pristupa školi                          | 15 438           |
| Maturanti srednjih škola bez pristupa daljnjem obrazovanju | 8000             |

## Organizacije koje predstavljaju preživjele iz genocida

### Surf
SURF (ili Survivors Fund – „Fond Preživjelih”) glavna je međunarodna organizacija posvećena pomaganju preživjelim u Ruandi nakon genocida. Od 1997. godine, SURF je zastupao i prikupljao financijska sredstva u inozemstvu za potporu preživjelima u Ruandi, uključujući IBUKA (Nacionalno okrilje organizacija preživjelih ), AVEGA (Udruga udovica genocida), AOCM (Udruga siročadi glava kućanstava), Uyisenga N'Manzi (Organizacija djece žrtava s HIV / AIDS-om) i Solace ministarstva (kršćanska organizacije podršku preživjelima). Njihov fokus je osigurati da se glasovi preživjelih slušaju i čuju, sjećanja na genocid čuvaju živa, da se žrtve genocida nikada ne zaborave.

### IBUKA
IBUKA je visoko profilirana krovna lobistička grupa s posebnim interesom za rješavanje pravde za preživjele te koordiniranje i vođenje zajedničkih projekata preživjelih na nacionalnoj razini. Izravan prijevod riječi »IBUKA« je »sjeti se«, što je cilj krovne udruge. Ona se sastoji od deset organizacija članica, koje rade na produžavanju sjećanja na genocid i pružanja podrške žrtvama genocida. Progovoriti je znak povjerenja preživjelih, biti saslušan povećava povjerenje, a to je ono što IBUKA nastoji postići.

### AVEGA
AVEGA je osnovalo 1995. godine 50 udovica preživjelih, koje su shvatile nakon genocida da ne postoji nitko za brigu o njima ili njihovoj djeci. Organizacija osigurava sredstva za podršku i oporavak, te promiče samoispunjenje i samopouzdanje kroz mnoge programe, od društvenih mreža za obuku na radnom mjestu, te od izgradnje doma do savjetovanja. AVEGA sada ima pet centara u cijeloj Ruandi.

### AOCM
AOCM odgovara na potrebe siročadi koja su preživjela genocid, posebno promičući opće blagostanje svojih 40 000 članova u 10 000 dječjih domaćinstava. Njegovi zaposlenici su i sami svi siročad, koja vode domaćinstva. SURF je pomogao AOCM-u izgraditi njihovu sposobnost zagovaranja da se glas preživjele siročadi bolje čuje u Ruandi. AOCM je sada ugledna, rastuća organizacija za zastupanje djece.

### Uyisenga N'Manzi
Uyisenga N'Manzi je organizacija koja pruža ekonomsku, obrazovnu i zdravstvenu podršku dječjim kućanstvima u Kigaliju. Prema Međunarodnom fondu za Ruandu, kao rezultat genocida više od 120 000 domova postala su kućanstva koje vode djeca, a taj broj i dalje raste, kako odrasli umiru od AIDS-a. U nekim slučajevima, glava obitelji je stara 10 ili 12 godina.

### Solace Ministries
Ministarstvo utjehe je službeno registrirana kršćanska karitativna organizacija, koji podržava traumatizirane udovice i siročad iz genocida, posebno osobe koje žive s HIV/AIDS-som. Ona pomaže vratiti nadu i prevladati osjećaj očaja, samoće, mržnje, ljutnje i ogorčenosti među članovima. Njihovi programi uključuju savjetovanje; skrb o djeci i razvojne programe; programe razvoja zajednice; zdravlje i njegu; izgradnja kapacitetu i istraživanje. Što je još važnije, ono pruža vitalno sigurno okruženje za preživjele u susret i zajedničkoj molitvi.

## Medijska popraćenost i popularna kultura
Kanadski general pukovnik Roméo Dallaire postao je najpoznatiji svjedok genocida nakon suatorstva knjige iz 2003. Rukuj se s vragom: Neuspjeh čovječnosti u Ruandi (izvorno: Shake Hands with the Devil: The Failure of Humanity in Rwanda), opisujući svoja iskustva s depresijom i post-traumatskim stresnim poremećajem Još jedan zapis iz prve ruke o genocidu dao je Dr. James Orbinski u svojoj knjizi Nesavršena Ponuda: Humanitarna akcija u dvadeset i prvom stoljeću (izvorno: An Imperfect Offering: Humanitarian Action in the Twenty-first Century). Među preživjelima, Immaculée Ilibagiza je dokumentirala svoju priču Preživjela da ispriča: otkrivanje Boga usred ruandskog holokausta. Knjiga pripovijeda kako je preživjela 91 dan sa sedam drugih žena za vrijeme genocida u vlažnoj i maloj kupaonici površine ~1 m2. Gil Courtemanche, francusko-kanadski pisac, autor je Dimanche à la piscine à Kigali (hrv. „Nedjelja na bazenu u Kigaliju”), koji je usmjeren na zbivanja u Kigaliju za vrijeme genocida.
Hvaljeni i višestrukim nominacijama za Oscar nagrađeni film iz 2004. film Hotel Ruanda temelji se na iskustvima Paula Rusesabagine, a Kigali hotelijer u Hotel des Mille Collines koji zaštićenoj više od tisuću izbjeglica za vrijeme genocida. On je bio na popisu Američke filmske akademije, kao jedan od 100 najpoticajnijih filmova svih vremena. Ova priča se odnosi na Rusesabagininu autobiografiju iz 2006. – Običan čovjek.
Godine 2005., HBO je proizveo televizijski film pod nazivom Ponekad u travnju. Priča je o dva brata: Honoré Butera, radi za Radio Televiziju Libre des Mille Collines, Augustin Muganza, satnik vojske Ruande (koji je bio u braku s Tutsi ženom), koji svjedoči o ubijanju blizu preko milijuna ljudi u 100 dana, dok postaju podijeljen politikom i gube neke članove vlastite obitelji.
Dallaireova knjiga pretvorena je u film Rukuj se s vragom 2007. godine. Courtemancheova je knjiga iste godine također ekranizirana kao Nedjelja u Kigaliju.
Dokumentarni film Zemlja napravljena od stakla, nezavisni film, o osobnim i političkim troškovima genocida, s naglaskom na predsjednika Ruande Paula Kagamea i preživjelog iz genocid Jean-Pierrea Sagahutua, premijerno je prikazan na Tribeca Film Festivalu 2010. godine.
Godine 2005., Alison Des Forges je napisala da su se jedanaest godina nakon genocida, filmovi za popularnu publiku na temu uvelike povećali »šireći poimanje užasa koji je uzeo živote više od pola milijuna Tutsija«. Godine 2007., Charlie Beckett, direktor POLIS-a, je rekao: »Koliko ljudi je vidjelo film Hotel Ruanda? Što je ironično i način na koji većina ljudi danas poznaje Ruandu.«
Što se tiče glazbe, pjesma Ruanda punk-ska benda Rancid s istoimenog albuma govori o genocidu u Ruandi. Kao i pjesma punk-ska benda RX Bandits pjesma U svoj slavi Ruande na njihovom albumu Progress, za koji kažu da sadrži »pretjerano političke tekstove«. Brooke Fraser je napisao pjesmu Albertine na svom albumu Albertine o istoimenom siročetu iz genocida koju je susreo jednom u Ruandi 2005. Godine 2016., kršćanski metalcore bend Fit for a King je objasnio da je pjesma pod nazivom »Slaganje tijela«, na njihovom najnovijem albumu o genocidu u Ruandi.
Bivša novinarka i sadašnja veleposlanica Sjedinjenih Država pri UN-u Samantha Power je intervjuirana u svezi genocida o Ruandi u Promatračima neba (engl. Watchers of the Sky), dokumentarnom filmu iz 2014. autorice Edet Belzberg o genocidu kroz povijest i njegova eventualnog uključivanja u međunarodno pravo.

## Revizionistički stavovi
Kontekst genocida u Ruandi iz 1994. godine i dalje je stvar povjesničarske rasprave. Tu su i česte optužbe za revizionizam.
Teoriju »dvostrukog genocida«, koja optužuje Tutsije za provođenje »kontra-genocida« protiv Hutua, promovira kotroverzna knjiga Crni bijesovi, bijeli lašci, knjiga francuskog istraživačkog novinara Pierrea Péana. Jedna studija o središnjem i južnom dijelu Ruande iz 2009., na temelju 8 mjeseci terenskog istraživanja u Ruandi tijekom perioda od 2 godine, otkrila je, međutim, da je apsolutni broj ubijenih Tutsija veći od Hutua i da se obrasci ubijanja za dvije skupine razlikuju. Jean-Pierre Chrétien, francuski povjesničar kojega Péan opisuje kao aktivnog član »pro-Tutsi lobija«, kritizirao je Péanovu »iznenađujuće revizionističku strast«.
Još jedna osoba optužena za revizionizam genocida je montrealski pisac Robin Philpot, koga je Gerald Caplan identificirao u članku iz Globe and Mail 2007. kao onog koji smatra da je »mnogo ljudi poginulo 1994. godine s obje strane čineći one koji su izvršili genocid i njihove neprijatelje moralno jednakima«. On je optužujue Philpota da je tvrdio kako »nije bilo jednostrane zavjere od strane oružanih snaga Hutu i paravojske protiv milijun bespomoćnih Tutsija«.
Godine 2009., Christian Davenport sa Sveučilišta u Michiganu i Allan C. Stam, Daniel Webster profesor Vlade u Dartmouthu, postavili su pitanje: »Što se zapravo dogodilo u Ruandi?« Par ne dovodi u pitanje da se anti-Tutsi genocid dogodio 1994. godine, ali njihova ih je istraga dovela do zaključka da je »uvriježeno mišljenje samo djelomično točno«. Oni tvrde da genocid čini samo dio pokolja u proljeće i ljeto 1994. godine; da je RPF »jasno zaslužan« za još jedan veliki dio ubojstava; da su žrtve bile »prilično ravnomjerno raspoređene između Tutsija i Hutua«; da su većina mrtvih bili zapravo Hutu, a ne Tutsi; i da »među ostalim, čini se da jednostavno nije bilo dovoljno Tutsija u Ruandi u to vrijeme koliko je bilo prijavljenih smrtnih slučajeva«. Kažu da je cijela istina, koliko nezgodna može biti za Paula Kagamea i njegovu Vladu, mora izaći na vidjelo. Davenportu i Stamu su prijetili pripadnici vlasti Ruande kao i pojedinci diljem svijeta, te ih unatoč njihovim opetovanim i eksplicitnim izjavama u kojima priznavaju genocid na Tutsijima obilježavali kao »poricatelje genocida«.
U listopadu 2014. godine, dokumentarni film BBC-a Ruanda: Neispričana priča, emitiran je s uključenim razgovorima s Davenportom i Stamom i sugerirao da je Kagame-ov RPF sudjelovao u obaranju Habyarimanina avion. To je izazvalo znatnu kontroverzu, kao i bijes vlade u Ruandi, koja je ukinula BBC-jev radio na kinyarwanda jeziku u zemlji prije provođenja trotjedne istrage o dokumentarcu. U studenom 2014., Emmanuel Mughisa (također poznat kao Emile Gafarita), bivši vojnik Ruande koji je rekao da ima dokaze da je Kagame naredio rušenje Habyarimaninog zrakoplova, otet je u Nairobiju sati nakon što je pozvan svjedočiti pred Međunarodnim kaznenim sudom za Ruandu »pridružujući se dugačkom popisu protivnika gospodina Kagamea koji su nestali ili umrli«.

### Revizionistički stavovi i Ustav Ruande
Pod Ustavom Ruande, »revizionizam, poricanje i umanjivanje genocida« kaznena su djela. Stotinama ljudi je suđeno i osuđeni zbog »genocidne ideologije«, »revizionizma« i drugih zakona navodno vezanih za genocid. Od 489 osoba koje su osuđene za »revizionizam genocida i druga srodna kaznena djela« u 2009. godini, pet ih je osuđeno na doživotni zatvor, daljnjih pet su osuđeni na više od 20 godina u zatvoru, 99 ih je osuđeno na 10 – 20 godina u zatvoru, 211 je osuđeno na kazne zatvora od 5 – 10 godina, a preostalih 169 dobilo zatvorske kazne od manje od pet godina. Amnesty International je kritizirao vladu Ruande zbog primjene ovih zakona s ciljem »kriminaliziranja legitimnog neslaganja i kritike vlasti«. Godine 2010. američki profesor prava i odvjetnik Peter Erlinder uhićen je u Kigaliju i optužen za poricanje genocida jer branio predsjedničkog kandidata Victoirea Ingabirea od optužbi za genocid.